# 益隆炮竹廠換地風波

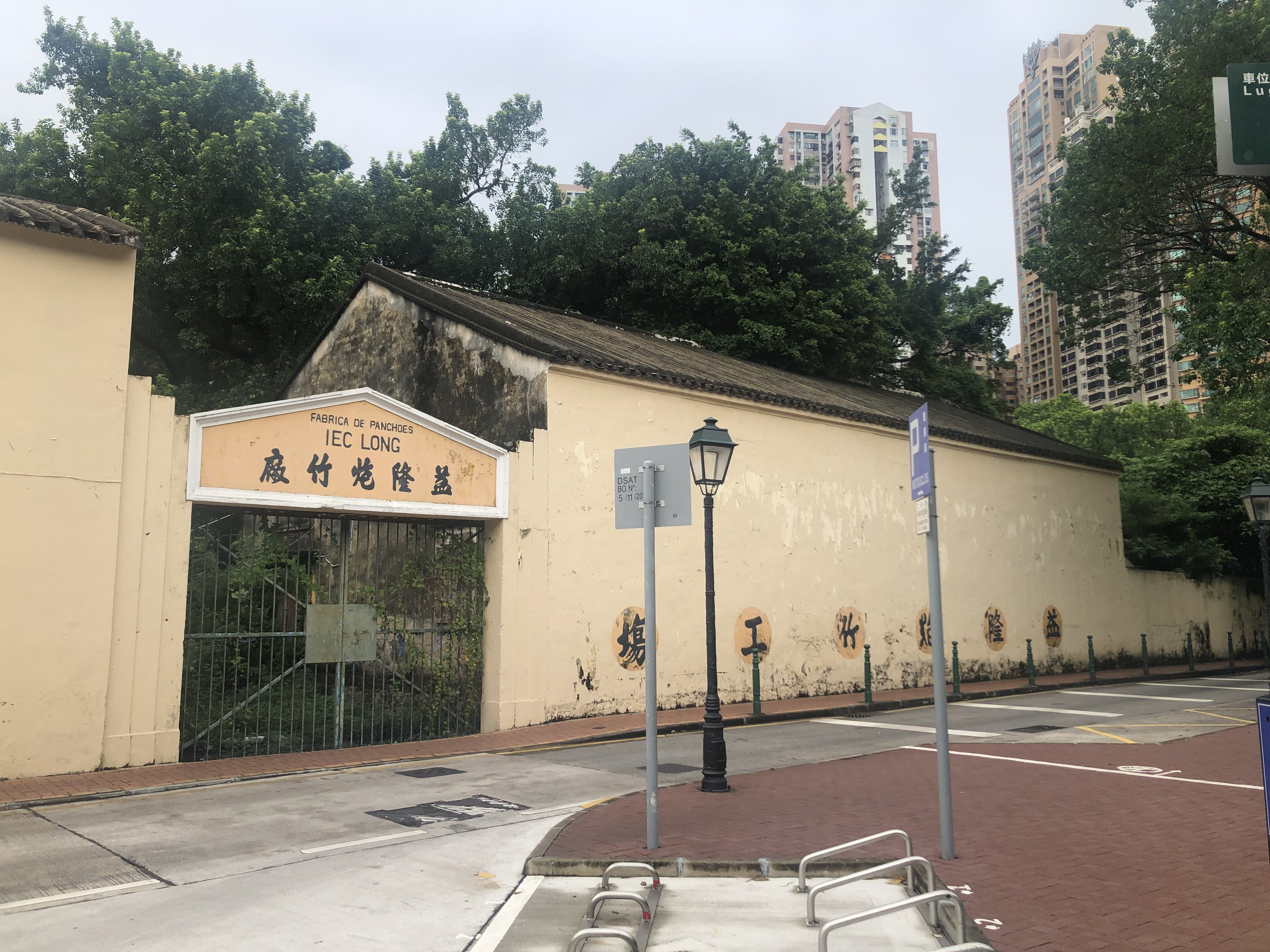
原益隆炮竹廠用地

益隆炮竹廠換地風波，是指澳門氹仔島益隆炮竹廠用地涉及的土地業權弊案，事件所引發的涉及項目審批程序涉嫌違法以及欺詐情況的一系列事件。2015年8月，澳門論盡媒體獨家報道，揭發益隆炮竹廠用地背後存在一宗「隱形地債」，該用地交換中所涉及黑箱作業、官商勾結和利益輸送；另一方面更引起民間人士和團體成功爭取對整個炮竹廠用地進行保育，至2022年底其內設立「益隆炮竹廠舊址遊徑」並對外開放，展示澳門炮竹業之興衰歷史。

## 背景
益隆炮竹廠於1926年成立，是氹仔第二大的炮竹工廠（當時最大的炮竹廠是廣興泰），見證氹仔炮竹業的興衰。據氹仔歷史研究學者黎鴻健介紹，該炮竹廠是目前華南地區現有保持得最好的炮竹廠遺址，見證著澳門經濟一個重要的變遷。據黎鴻健著的《氹仔炮竹業》中資料顯示，氹仔早於1923年時已有設立炮竹廠，「根據1923年7月21日《澳門憲報》，核准開設『廣興隆炮竹廠』」。他指出，台山炮竹廠事件令當時澳葡政府對炮竹業政策改變，或成了推動氹仔炮竹業更上一層樓的原因之一。事實上，於更早之前氹仔炮竹業已發展起來，同時台山炮竹廠事件見證著澳葡政府如何炮竹行業和廠房由澳門半島遷往氹仔島一帶。二十世紀八十年代，隨著社會和經濟環境發生變化，炮竹廠於1984年結束營業。

## 歷史及發展

### 早期發展
1950年代，炮竹業是作為澳門主要的經濟產業，當時炮竹廠佔地面積約28,000多平方米，其中21,000多平方米的土地由澳葡政府於1950年代向原炮竹廠兩位經營人以租賃方式批出，以便和經營人所擁有的1,655平方米家地及其他土地一併利用，經營炮竹廠業務。
1980年代，隨著經濟發展和環境的改變，澳門的炮竹業埋向衰落，益隆炮竹廠已基本處於停運狀態。澳葡政府亦於1986年根據法律規定宣告解除上述批地合同和批給失效；及後，廠內的私家地業權被轉讓，澳葡政府也先後多次接獲以益隆炮竹廠地段權利人名義提出的興建商住樓宇或置換其他土地的申請，但一直未達成協議。

### 秘密“枱底交易”換地
2015年8月5日，澳門論盡媒體揭發益隆炮竹廠、龍環葡韻、壹號湖畔，三個看似毫不相干的地方，背後卻是一宗「隱形地債」的事件：
對該媒體的報道，揭露並翻查出《政府公報》上，時任運輸工務司司長歐文龍簽署的第87/2006號運輸工務司司長批示，政府與業權人於2001年秘密簽署一份換地協議，以鄰近海邊大馬路、龍環葡韻附近一幅達15.2萬平方米土地，置換爆竹廠興建主題公園。而持有該地段的機構名為望德聖母灣股份有限公司，其負責人是商人澳區政協委員、江門同鄉會創會會長蕭德雄。根據承諾書內容指，用28,340平方米益隆炮竹廠土地，換取氹仔望德聖母灣一幅超過15萬平方米土地，但益隆炮竹廠土地實際只有1,655平方米屬私家地，另有21,668平方米為批租地，且在1986年被澳葡政府宣告失效。聖母灣發展公司僅用1,655平方米土地換得90倍大的土地。
2002年，信德集團以5億元從蕭德雄手中購入9.9萬平方米土地權益，批建住宅及酒店設施。政府最終決定保留自然公園，換地計劃暫停。2006年，信德集團再向政府申請換走壹號湖畔及澳門文華東方酒店一線地皇 (佔地1.8萬平方米)，坐擁無敵海景，旁邊與同一集團的澳門美高梅連成一線。但根據公報所載換地協議，政府要以等值換地償還爆竹廠15.2萬平方米地債，即使換走地皇，也只是還了1成幾，尚欠地債 13.3萬平方米。

### 官員及商人避嫌
2015年8月11日，相關換地事件曝光後，工務局代副局長張潤民面對記者追問相關事件，只稱個案已交廉署調查，現階段不作任評論。被問到有專業人士按街線圖資料估算，炮竹廠實際面積不到3公頃，為何政府卻以多出4倍的土地權益(15.2公頃) 置換？張潤民始終不肯再多說，只重申「要相信廉政部門，我地一定會配合調查」。至於為何工務局明知炮竹廠是地債 (06年已換走壹號湖畔地皇償還部分地債)，早前還聲稱業權人可按《文遺法》申請索償？張潤民否認有隱瞞，指按新《土地法》生效後，換地要作出公示，到時公眾一定會知道。原訂江門同鄉會今日下午就事件召開記者，最後亦突然取消。
2015年9月17日，信德集團位於旅遊塔旁的巨型樓盤「南灣海岸」，所在地段涉及南灣湖D區2幅公家地，連地都未批發展商已經事先張揚，還地債的傳聞甚囂塵上。信德董事總經理何超瓊今日被問到地債一事起初不願多談，只稱「不評論、不是你所想、毋須向你解釋」，之後在記者再三追問下，何超瓊才透露，信德有多個地產項目等待政府審批，其中有些已是8年前提出申請，也不光是在南灣湖CD區，目前審批程序還在進行中。

### 特首回應 廉署立案徹查
2015年8月12日，行政長官崔世安首度開腔回應「地債」，指政府一直按法定程序、「公開公正」處理換地個案。他認為社會要「公平啲」去看待地債問題，有些是當年政府因為賭業政策傾斜、興建公屋需要徵地，基於公共利益要求發展商修改發計劃，換地也有刊登公報。他重申，欠地還地是合法合理的做法。至於佔地達15.2公頃的益隆隱形地債，崔世安表示，運輸工務司認為個案有必要交廉署跟進，檢視是否符合法定程序，係好正常。他又強調廉署會秉公處理，「大家都知道01至06年的事，若發現有違規，最後一定會繩之於法。」
2015年8月13日，廉政專員張永春證實，於8月11日收到運輸工務司轉交益隆隱形地債的資料。被問到事件驚動廉署是否有跡象顯示涉及違法行為，張永春表示，羅司可能對文件的程序合法性有疑問，廉署的兩大職能是調查反貪和行政違法，會根據是否合法和客觀事實作出處理。他強調廉署是獨立運作，不受外力干預，希望社會對廉署有信心。至於會否建議在調查期間凍結換地程序，張永春指，廉署初步分析文件，炮竹廠換地案相對複雜，事件時間跨度大，留意到公眾關注事件，也涉及重大公共利益，廉署會儘快處理，但暫時難估計何時有結果。如有需要，不排除會傳召蕭德雄及購買土地權益的信德集團協助調查。
2016年1月19日，廉政專員張永春出席澳門中聯辦新春酒會時表示，涉及土地被迂迴換置「地債」事件，他回應稱，有關調查進度良好，目前研究已基本完成，正撰寫報告，料3月中可完成並向公眾發布。

## 廉政公署報告
2016年7月13日，澳門廉政公署發表《關於益隆炮竹廠土地置換事件調查報告》，報告顯示只擁有「益隆爆竹廠」涉及面積僅1,655平方米的少部分土地業權的蕭德雄竟可從澳門特區政府換走152,073平方米土地，差距90倍。報告又披露當中有七成多土地其實是政府批租地，早在1980年的澳葡時代已被政府宣告批給失效，土地被政府收回。蕭德雄旗下公司根本無權將整塊爆竹廠土地與政府換地，又質疑主管土地的工務部門為何竟然「懵然不知」。坊間質疑為何聲稱「愛國愛澳」的商人竟如此欺騙政府，政府為何對情況「懵然不知」，因貪腐入獄的前運輸工務司司長歐文龍是否有權限可以授權給前工務局長賈利安，且任職公職多年的資深公務員賈利安為何不知該承諾書無權簽署，亦有聲音質疑該案背後有更高層利益集團在操控利益分配。
報告指出，認為事件的最核心，是2001年由工務局局長代表政府與聖母灣發展股份有限公司（下稱「聖母灣」），簽署炮竹廠的土地置換《承諾書》，「聖母灣」僅以1,655平方米土地，竟換得政府15萬平方米土地，後將當中9.9萬平方米土地以五億元售給信德集團，其後信德跟政府換置壹號湖畔及澳門文華東方酒店的1.8萬平方米土地。事件本來已告一段落，但廉署於2015年接獲舉報，發現「聖母灣」在賭「白頭片」，即沒權處理整個炮竹廠的土地，而前運輸工務司司長歐文龍批示作實，最終完成這宗瞞天過海的「土地煉金案」。
廉署判定，特區政府在2001年與聖母灣發展股份有限公司簽署的土地置換《承諾書》不合法，協議無效，特區政府毋須因此承擔任何地債。廉署強調工務部門在管理特區土地資源時，遵循「合法性原則」是最基本的底線，「依法辦事」是最基本的要求。在此次換地事件，工務部門負有不可推卸的責任。工務部門變更益隆炮竹廠土地價值的計算方式、提高望德聖母灣住宅實用地積比率等重要決定時，並未說明標準或理據，令公眾對行政行為是否公平公正產生猜疑，影響特區政府施政的威信。儘管廉署及時喊停這份出賣澳門人的換地協議，但其實交易已行了一半，特區政府經已蒙受巨大損失。廉署強調，特區政府相關部門應認真研究及妥善處理因炮竹廠換地協議無效而產生的後續問題，包括氹仔BT27地段的溢價金的糾紛以及信德公司的土地批給問題。運輸工務司司長辦回應指，工務局正分析廉署報告結論中指出的要點，將以一切必要措施跟進解決當中的不正當問題。
《關於益隆炮竹廠土地置換事件的調查報告》全文內容 （页面存档备份，存于）

## 各方回應

### 政府發言人辦公室
2016年7月13日，政府發言人辦公室發出聲明，指行政長官高度重視廉政公署呈交的《關於益隆炮竹廠土地置換事件的調查報告》，經聽取檢察院的意見後，「望德聖母灣發展股份有限公司」與特別行政區政府於2001年1月10日簽署的《承諾書》不符合法律規定，存在無效的瑕疵，相關《承諾書》對特區政府並不產生任何法律約束力，亦即特區政府無需承擔相關《承諾書》訂定的任何義務。行政長官批示權限部門依法跟進處理《報告》所提出的問題。 

### 立法會議員對換地事件回應
2016年7月15日，立法會民主派直選議員吳國昌提出書面質詢，儘管廉政公署判定該換地承諾書違法無效，但換地交易早已進行，有關商人更已進一步利用土地資源進行交易。他要求當局交代，有何具體措施追討被涉嫌詐騙的公共資源，將相關資料提交檢察院跟進，以及會否重新檢查政府在網上公布的六項待償還土地個案。
2016年7月20日，立法會直選議員關翠杏及大律師趙崇明出席澳門電台節目「澳門講場」。對於議員唐曉晴早前就新《土地法》向立法會提案要求釋法，關翠杏認為，土地問題非常複雜而且涉及利益龐大，應詳細討論，故不應引用緊急程序審議。她又認為，事件令政府管治威信大受打擊，政府應更積極向公眾解釋相關事宜。

### 2017年5月25日立法會全體會議
2017年5月25日，立法會舉行口頭質詢大會，有不少議員也關注到去年的益隆炮竹廠換地事件，跟進其後續問題，議員麥瑞權更直呼「已經起好咗，點解決」。而土地工務運輸局土地管理廳廳長廖永強表示，經實地視察後發現有部分土地屬於特區土地，並已發函至有關人士，期滿後再收回土地。行政法務司司長陳海帆提到，針對公務人員對法律知識方面，已經定期作出培訓，避免因對法律制度理解的偏差而出現問題，惟麥瑞權提到，該換地承諾書存在無效的暇疵，政府對此不具備任何法律效力，「問題係，承諾書已經換咗做MGM，MGM都已經起好啦喎」，無奈表示「依家點解決？」質疑主管人員是否真的懂得法律。議員區錦新提到，工務部門對於益隆炮竹廠事件，只講述後續跟進的事，當局應該找出官員犯錯的原因，質問「點解會出現這種錯誤」，以引用「捉老鼠好重要，清潔環境更重要」來表達要解決的問題，並不是逐個查找，而是需檢視整個大機制及環境是否出現漏洞；議員李靜儀認為，雖然「冇乜可能拆咗建築物再收返」，但相信當中並不涉及個別官員，而是換地程序，以至到整個制度缺乏監察，有別於其他貪腐案件，「冇理由冇人發現錯誤」，一年時間即將過去，工務局一直未有具體行動，希望政府交代事件，建議追究責任，到底如何遏止出現其他部門重複發生同類事件。廖永強回應，工務局已經主動與廉署合作調查，隨後展開法律分析，認同當年的簽署並不符合法律規定，同時派出同事到現場跟進情況，發現存有不少垃圾及廢料，檢查後發現有部分屬於私家地，也有部分為公地，又指已經發函至有關人士，要求在收到函件日起60日內清理現場及撤離，期限屆滿就會展開收回土地的程序。

### 2017年8月9日行政長官答問會
2017年8月9日，行政長官崔世安出席澳門立法會答問大會，直選議員李靜儀表示關注廉署調查多宗違法事件進展，例如益隆炮竹廠以及路環疊石塘山等國有土地被佔用等，追問政府目前何有追究行動？行政長官崔世安回應，特區政府必定會嚴肅跟進，益隆爆竹廠換地、路環疊石塘山建築項目事件已交由廉署依法獨立調查，倘若當中涉及刑事或紀律責任，特區政府必定追究。崔世安稱，嚴格管理和合理利用土地公共資源是特區政府應盡的職責，當發現有侵害公共資源或損害公共利益的不法行為時，特區政府一定依法作出跟進和處理。對於廉政公署有關益隆炮竹廠換地事件及路環疊石塘山建築項目的調查報告，特區政府十分重視，經過聽取了檢察院的法律意見後，一方面啟動了收回有關國有土地的行政程序，若對方不接受收地，可進入司法程序；另一方面，若存在違法違紀行為，會交給有權限機構依法作出跟進調查，倘若有紀律或刑事責任，一定會作出追究。

### 政府發出聲明如涉貪必定“嚴正執法”
2019年2月8日，特區政府發言人辦公室發出新聞稿重申，當局必定會依照《土地法》處理土地使用問題，對於涉及貪污或違法違紀的行為，特區政府必定嚴肅依法處理。以下是新聞稿全文內容：
澳門廉政公署向行政長官呈交《關於益隆炮竹廠土地置換事件的調查報告》，行政長官經聽取法律意見後，批示權限部門依法跟進處理《報告》所提出的問題，包括第一，批示運輸工務司司長負責跟進《報告》中提出的有關益隆炮竹廠土地置換的《承諾書》無效及後續問題。第二，在此次土地置換事件調查中，若發現有貪污犯罪或與貪污相關聯的欺詐犯罪的跡象，由廉政公署依法進行刑事調查。第三，在此次土地置換事件中，若發現有公務人員有違紀行為，由有權限提起紀律程序的實體依法提起有關程序。
對於社會近期對事件後續工作的關注，澳門特區政府有必要重申，定會按照《土地法》處理土地使用問題，對於倘有的貪污或違法違紀行為，特區政府必定嚴肅依法處理。事實上，過去一段時間，政府一直嚴格遵照法律處理事件。在行政層面上，在完成一系列必要的司法程序後，土地工務運輸局於上月中依法收回已被宣告批給失效的氹仔益隆炮竹廠土地。至於其餘相關土地，運輸工務司繼續依法跟進處理。在刑事調查層面上，廉政專員高度重視事件，倘若發現有跡象顯示存在犯罪，廉署定會依法調查。
特區政府表明，對益隆炮竹廠換地事件的後續跟進工作仍在進行，一旦發現任何違法、違紀事實或行為，一律依法處理。

## 司法覆核

### 發展商提出上訴至中級法院
2016年7月，廉政公署發表《關於益隆炮竹廠土地置換事件的調查報告》，其後特首命令工務局採取措施清遷益隆炮竹廠內土地，而工務局發公函通知聖母灣公司清空土地。但聖母灣公司向行政法院請求中止效力，被行政法院判敗訴。聖母灣公司不服判決，遂上訴至中級法院。2017年4月24日，中級法院最終仍然判處聖母灣公司敗訴，維持不批准中止效力之申請的決定。合議庭指出，行政長官透過2017年4月24日的批示命令清空土地，而為執行該批示，土地工務運輸局透過2017年5月25日的公函以及刊登在2017年5月29日的中葡文報紙上的告示，命令包括上訴人在內的換地程序的所有利害關係人清空相關土地，並為此訂定了60日的期間。因此，被上訴行為的確如行政法院所言是行政長官之前行政行為的執行行為。然而，該行為並非因此而不能被提起司法上訴。由於上訴人指該行為本身存有欠缺事先聽證和無權限的瑕疵，因此根據《行政訴訟法典》第30條第2款的規定，該執行行為具備可訴性，從而應認為滿足了同一法典第121條第1款c項所規定的中止效力的要件。。
中級法院第790/2017號案的合議庭裁判 （页面存档备份，存于）

### 發展商終審敗訴
2021年3月18日，終審法院合議庭指出，涉及交換的土地差價達至觸目驚心的程度，按照土地法不容許換地，故裁定維持益隆炮竹廠換地程序消滅的決定。終院合議庭指出，《土地法》第86條第2款規定了行政當局和私人實體之間土地權利的交換須符合成比例原則及合理性原則，即當行政當局基於公共利益主動以可處置之土地的權利交換由私人實體所擁有之土地的權利時，行政當局所收取的土地的價值不可少於批給的土地的價值的一半，且承批人須以溢價金方式，繳納二者的差額。
終審法院第191/2020號案的合議庭裁判 （页面存档备份，存于）

## 清遷行動

### 第一階段
2019年1月15日，政府跨部門採取聯合清遷行動，騰空並收回已被宣告批給失效的氹仔益隆爆竹廠土地。土地工務運輸局發新聞稿稱，於2017年年中通知有關人士，並刊登告示要求遷離該地塊。另一方面，中級法院於同年裁定駁回有關的中止執行行為效力之申請。鑑於自願遷離期限屆滿而尚未交還，以及中止執行行為效力的申請已被駁回，政府今日採取跨部門聯合清遷行動，將土地騰空及收回。
2019年2月15日，土地工務運輸局對收回氹仔施督憲正街38-64號及鄰近飛能便度街的益隆炮竹廠土地公佈資料中顯示，該地段由四部分組成：一：曾批出的國有土地面積20,687平方米，當中待澄清重複登記之土地面積佔3,196平方米。二：未經批出之國有土地面積4,651平方米，當中建有於房屋局已登記木屋之國有土地面積佔268平方米。三：私有土地面積：1,655平方米。四：待釐清屬性及待澄清重複登記之土地面積1,347平方米。

### 第二階段
2020年10月14日，政府跨部門對該地段收回的土地包括3,196平方米已解除批給的土地，以及3,402平方米被非法佔用國有土地，這些土地內建有磚屋、石牆、木棚等構築物，並發現有大量雜物及非法耕種等情況。連同首階段遷行動，合共收回24,571平方米土地。相關土地收回交由文化局跟進工作。
文化局於2020年12月正式接收該地段，修復其中三間建築物，以保留炮竹廠歷史建築及生態原景為前提進行活化計劃，經過局部修復及結合炮竹廠舊址環境特色，成為展示本澳炮竹業為主題的特色休閒活動園區。其內並設立400米長之遊徑，該園區於2022年12月23日揭幕，同日起開放公眾遊覽參觀。

## 後續

### 查出賈利安涉貪
2022年2月，據論盡媒體的報道，土地工務運輸局局長賈利安在任期間，被揭發多宗懷疑貪腐事件，亦包括本事件中。在澳門廉政公署於2016年公布的報告中指出，當時賈利安簽署的承諾書不合法，因為根據法律，工務局局長並無法定權限或獲法定授權批地，這種涉及土地的協議只有特首才有權限簽署。

### 終院對承批人森多利公司拖欠土地溢價金案敗訴
2023年6月21日，澳門特別行政區終審法院公佈一宗涉及拖欠土地溢價金上訴案判決。終院裁定，涉及益隆炮竹廠換地的金利達花園地段（氹仔BT27地段）承批人森多利公司須繳納拖欠的 1,415萬元溢價金，而有關的溢價金的到期日為1995年8月18日。終院合議庭在判決中指出，有關BT27地段溢價金的問題與原益隆炮竹廠的換地程序得以一同進行，經磋商後達成共識，將BT27地段已繳納的77,000,000元溢價金在聖母灣公司（聲稱為益隆炮竹廠地段的持有人）將來獲批給土地後須繳納的溢價金中抵扣，惟有關「約定」並不等同於BT27地段批給合同的修改協議。BT27地段的溢價金問題與原益隆炮竹廠的換地程序應加以區分，上訴人須按照有關文件所示對應繳納的最後一期溢價金，即14,157,052.00元。終院合議庭亦認為上訴人對於宣告原益隆炮竹廠土地的交換程序消滅的行政行為完全不具有任何「權利」或「正當利益」。

## 備註
1. ↑  民國十四年(即1925年)最大的炮竹工廠“台山爆竹廠”發生爆炸事故，釀成巨災，職工死於難者百數十人，傷者逾千，地成焦土，成為澳門近代最大的一場人為災難，史稱“台山大火”。